# Шумга 1-я
Шумга 1-я — река в России, протекает по Челябинской области. Устье реки находится в 36 км по левому берегу реки Кусы. Длина реки — 15 км. Истоки реки расположены к востоку от хребта Долгий Мыс.
Система водного объекта: Куса → Ай → Уфа → Белая → Нижнекамское водохранилище → Кама → Волга → Каспийское море.

## Данные водного реестра
По данным государственного водного реестра России относится к Камскому бассейновому округу, водохозяйственный участок реки — Ай от истока и до устья, речной подбассейн реки — Белая. Речной бассейн реки — Кама.
Код объекта в государственном водном реестре — 10010201012111100021610.